# 加津塔
加津 塔（かつ とう、1982年2月5日 - ）は日本の男性ファッションモデル、俳優。旧芸名は 勝 哲也（かつ てつや）。
趣味は音楽（ハウス、ロック）、スポーツ（サッカー、バスケットボール、スケートボード）。
特技はお手玉、お酒作り。ドーモ所属。

## 人物
2003年にメンズノンノ専属モデルオーディションでグランプリを獲得。
専属モデル卒業後に大阪府より上京、2005年から本格的にモデル活動を始める。ファッション雑誌や東京コレクションなどのショーで活躍。
近年ではモデル活動に限らず、映像作品出演やコラボアイテム発売など活動の幅を広げている。
2014年、自身のアパレルブランドANOUをスタートした。
トレードマークはロングヘア。

## 出演

### 映画
- FASHION STORY -Model- (2012年)
- BRIGHT AUDITION - 玲司役 (2014年)

### 短編映画
- ame soeur -木之村美穂監督
- おごりの春（主演）
- 大展望

### 雑誌
- RUDE
- MEN'S NON-NO
- WARP
- ローリングストーン
- smart
- smartMAX
- GRIND
- SAFARI
- Samurai magazine
- FADER JAPAN
- COOL TRANS
- FHM（スペイン）
- SPORTS&STREET（イタリア）

など。

### テレビ
- MTV [SHIBUHARA GIRLS2]
- NHK BSプレミアム『カンブリアン ウォーズ』[1]
- BeeTV 密フェチ

など。

### Still
- JT [SEVEN STAR 7人の男]
- HANJIRO
- CUSTOM CULTURE
- JACKROSE
- Orglory
- ライトオン
- RAGEBLUE
- X-nix（フェニックス）
- 丸井スパークリングセール
- モバイルgoo
- VIVRE（大阪）
- イズミゆめタウン（広島）

など。

### CM
- ライトオン
- エースコック [スーパーカップ]

### PV
- Superfly [恋する瞳は美しい]
- Chara [Breaking Hearts] PV

### Show
- HEDL_INER（東京コレクション）
- LIME feu 10years of TRACE
- YAB-YUM（東京コレクション）
- JUN MEN
- United Arrows×誉田屋
- 渋谷メンズコレクション
- 代官山コレクション

など。

### Web・その他
- FELISSIMO [ haco ] - JPEGG
- POINT HARE
- nano universe
- UNITED ARROWS
- ZOZO TOWN
- Lui's

など。

### コラボレーション
- 加津塔×MEN'SMELROSE　MASTER FRAME(2013ss&aw, 2014ss)